# Kids on the Slope
Sakamichi no Apollon (яп. 坂道のアポロン Сакамити но Апорон, Аполлон: Дети на холме) — японская манга, автором которой является Юки Кодама.

## Сюжет
Действие происходит в 1966 году. Главный герой Каору Нисими переезжает из столичного округа Канагава, города Йокосука в провинциальный южный город Сасебо в префектуре Нагасаки. Каору придётся привыкнуть к тёплому климату, но и к тому же неизвестно, что ждёт его в школе, так как Каору — стереотипный «ботаник в очках» и рискует стать новым козлом отпущения. Однако после небольшой дискуссии с одним из неформалов Сэнтаро Кавабути, они оба быстро находят общий язык на почве увлечения музыкой. Так Каору дружится с Сэнтаро, который играет на барабанах и Рицуко — старостой класса, семья которой имеет собственный музыкальный магазин с большим подвалом, который можно использовать в качестве студии. Сам Каору внезапно для себя стал интересоваться джазом, ведь ранее он только играл классическую музыку. А по мере развития сюжета в новую группу музыкантов будут входить новые добровольцы.

## Список персонажей

### Главные герои
Каору Нисими (яп. 西見 薫 Нисими Каору) — главный герой истории. Молодой и умный парень в очках. Он переезжает в дом к своему дяде в другом городе. Каору уже много раз переезжал с места на место из-за работы его отца. По жизни является крайним интровертом. Однако после встречи с Сэнтаро начинает меняться, становится более открытым и эмоциональным. Каору — профессиональный пианист, но вскоре начинает интересоваться джазовой музыкой.
Сэйю: Рёхэй Кимура
Сэнтаро Кавабути (яп. 川渕 千太郎 Кавабути Сэнтаро:) — ученик первого курса средней школы. Каору ошибочно принимает его за бандита, поскольку все сверстники боятся Сэнтаро. Но на самом деле он очень добрый и отзывчивый человек. Поначалу кажется, что он полная противоположность Каору. Сэнтаро — сын американского солдата и японки. По этой причине его избегает бабушка и приёмный отец. Но он хорошо ладит с младшими единоутробными братьями. 
Сэйю: Ёсимаса Хосоя
Рицуко Мукаэ (яп. 迎 律子 Мукаэ Рицуко) — одноклассница Каору и Сэнтаро и старый друг второго. Очень весёлая и добрая девушка. Высокая ростом и у неё есть веснушки. Её семья держит музыкальный магазин, там же в подвале находится большая студия. Она, как и Сэнтаро, католик, а также влюблена в него. Несмотря на то что сначала отрицает, что Каору искренен в своих добрых чувствах и намерениях, позже начинает питать к нему любовные чувства. 
Сэйю: Юка Нанри

### Второстепенные персонажи
Дзюнъити Кацураги (яп. 桂木 淳一 Кацураги Дзюнъити) — друг детства Сэнтаро и Руцуко. Для Сэнтаро он является неким идеалом. Он называет его брат Дзюн. Посещает колледж в Токио. Позже Дзюнъити вступает в революционное политическое движение, покидает колледж и лишается семейного наследства.  
Сэйю: Дзюнъити Сувабэ
Цутому Мукаэ (яп. 迎 勉 Мукаэ Цутому) — отец Рицуко и хозяин музыкального магазина, где главные герои играют джаз. Сам играет на контрабасе и иногда присоединяется к Сэнтаро и Каору. 
Сэйю: Дзэнки Китадзима
Юрика Фукахори (яп. 深堀 百合香 Фукахори Юрика) — она девушка родом из богатой семьи. Несмотря на это, очень мужественная, вежливая, сильная и очень любопытная. Она знакомится с Каору и его товарищами, после чего Сэнтаро влюбляется в Юрику, но она сама симпатизирует Дзюнъити. После того как он становится обездоленным, Юрика решает жить вместе с ним.
Сэйю: Ая Эндо
Сигэтора Маруо (яп. 丸尾 重虎 Маруо Сигэтора) — одноклассник Каору, интересуется поездами. Позже он входит в рок-банду во главе с Мацуокой. В начале одноклассники сравнивают Маруо с Каору, чтобы издеваться над вторым.
Сэйю: Аюму Мурасэ
Сэйдзи Мацуока (яп. 松岡 星児 Мацуока Сэйдзи) — впервые его можно увидеть с Юрикой в клубе искусства. Его тайная мечта — организовать собственную музыкальную группу, чтобы суметь прокормить свою семью. Однажды он попросил Сэнтаро во время весеннего фестиваля подыграть на барабанах его рок-группе.
Сэйю: Нобухико Окамото
Марико  (яп. まり子) — двоюродная сестра Каору. Часто злонамеренно создаёт ситуации, чтобы вовлечь Каору в беду. Однако она любит слушать его игру на пианино.
Сэйю: Амина Сато

## Медиа

### Манга
Впервые начала публиковаться издательством Shogakukan в ежемесячном журнале Monthly Flowers. Всего выпущено 9 томов.

### Аниме
На основе сюжета манги совместно студиями MAPPA и Tezuka Productions был выпущен аниме-сериал, который впервые транслировался по телеканалу Fuji TV в ночном блоке NoitaminA с 12 апреля по 28 июня 2012 года. Музыку к сериалу писала известный японский композитор Ёко Канно, которая ранее работала над произведениями Macross Plus и Cowboy Bebop. Аниме было лицензировано на территории США компанией Sentai Filmworks.

## Критика
Манга выиграла 57 премию Shogakukan, как манга общей тематики.

## Список серий аниме
Все серии названы в честь известных композиций джазовых исполнителей.
| Список серий | Список серий                                                                                         | Список серий        |
| № серии      | Название                                                                                             | Трансляция в Японии |
| ------------ | --- | ------------------- |
| 01           | Moanin «Mōnin» (モーニン)                                                                            | Апрель 12, 2012     |
| 02           | Summertime «Samātaimu» (サマータイム)                                                                | Апрель 19, 2012     |
| 03           | Someday My Prince Will Come «Itsuka ōji-sama ga» (いつか王子様が)                                    | Апрель 26, 2012     |
| 04           | But not for me «Batto notto fō mī» (バット・ノット・フォー・ミー)                                    | Май 03, 2012        |
| 05           | Lullaby of Birdland «Bādorando no komori-uta» (バードランドの子守唄)                                 | Май 10, 2012        |
| 06           | You Don't Know What Love Is «Yū donto Nō howatto rabu Izu» (ユー･ドント・ノウ・ホワット・ラブ・イズ) | Май 17, 2012        |
| 07           | Now's The Time «Nauzu za taimu» (ナウズ・ザ・タイム)                                                 | Май 24, 2012        |
| 08           | These Foolish Things «Jīzu Fūrisshu Shingusu» (ジーズ・フーリッシュ・シングス)                       | Май 31, 2012        |
| 09           | Love Me or Leave Me «Rabu Mī oa Rību Mī» (ラブ・ミー・オア・リーブ・ミー)                            | Июнь 7, 2012        |
| 10           | In A Sentimental Mood «In a senchimentaru mūdo» (イン・ア・センチメンタル・ムード)                   | Июнь 14, 2012       |
| 11           | Left Alone                                                                                           | Июнь 21, 2012       |
| 12           | All Blues                                                                                            | Июнь 28, 2012       |

### Музыка
За музыкальное сопровождение отвечает композитор Канно Ёко.
Начальная тема:
«Sakamichi no Melody» — исполняет Юки
Завершающая тема:
«Altair» — исполняет  исполняет: Мотохиро Хата
Вся музыка написана Канно Ёко.
| № | Название | Длительность |
| - | -------- | ------------ |